# Golden Globe de la meilleure actrice dans un second rôle dans une série, une mini-série ou un téléfilm

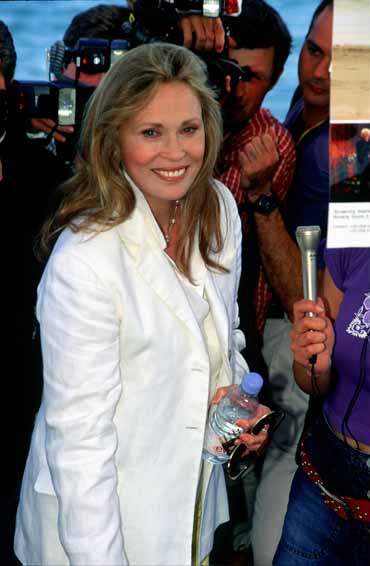
L’actrice Faye Dunaway a reçu un Golden Globe en 1985 pour le rôle de Maud Charteris dans Ellis Island, les portes de l'espoir (Ellis Island) et en 1999 pour le rôle de Wilhelmina Cooper dans Femme de rêve (Gia).

Le Golden Globe de la meilleure actrice dans un second rôle dans une série, une mini-série ou un téléfilm (Golden Globe Award for Best Supporting Actress – Series, Miniseries or Television Film) est une récompense télévisuelle décernée entre 1971 et 2022 par la Hollywood Foreign Press Association.
À partir de 2023, cette récompense est remplacée par deux nouvelles catégories :
- Golden Globe de la meilleure actrice dans un second rôle dans une série musicale, comique ou dramatique (Golden Globe Award for Best Supporting Actress in a Television Series/Musical-Comedy or Drama)
- Golden Globe de la meilleure actrice dans un second rôle dans une mini-série, une anthologie ou un téléfilm (Golden Globe Award for Best Supporting Actress in a Limited Series/Anthology or Motion Picture Made for Television)

## Palmarès
Note : le symbole « ♕ » rappelle le gagnant de l'année précédente (si nomination).

### Années 1970
En 1971 la catégorie porte le nom "Meilleure actrice dans un second rôle - Séries de télévision". (La récompense avait déjà été décernée)
- 1971 : Gail Fisher pour le rôle de Peggy Fair dans Mannix
  - Sue Ane Langdon pour le rôle de Lilian Nuvo dans Arnie (en)
  - Lesley Ann Warren pour le rôle de Dana Lambert dans Mission impossible (Mission: Impossible)
  - Karen Valentine pour le rôle d'Alice Johnson dans Room 222
  - Miyoshi Umeki pour le rôle de Mrs. Livingston dans Il faut marier papa (The Courtship of Eddie's Father)

En 1972 la catégorie porte le nom "Meilleure actrice dans un second rôle - Série ou Film de télévision". (La récompense avait déjà été décernée)
- 1972 : Sue Ane Langdon pour le rôle de Lilian Nuvo dans Arnie (en)
  - Gail Fisher pour le rôle de Peggy Fair dans Mannix ♕
  - Amanda Blake pour le rôle de Kitty Russell dans Gunsmoke (Gunsmoke) ou (Marshal Dillon)
  - Sally Struthers pour le rôle de Gloria Stivic dans All in the Family
  - Lily Tomlin pour le rôle de Ernestine / Edith Ann dans Rowan & Martin's Laugh-In

À partir de 1973 la catégorie porte le nom "Meilleure performance pour une actrice dans un second rôle dans une série, une mini-série ou un téléfilm".
- 1973 : Ruth Buzzi pour plusieurs personnages dans Rowan & Martin's Laugh-In
  - Sally Struthers pour le rôle de Gloria Stivic dans All in the Family
  - Audra Lindley pour le rôle d'Amy Fitzgerald dans Bridget Loves Bernie
  - Vicki Lawrence pour le rôle de plusieurs personnages dans The Carol Burnett Show
  - Elena Verdugo pour le rôle de Consuelo Lopez dans Docteur Marcus Welby (Marcus Welby, M.D.)
  - Susan Dey pour le rôle de Laurie Partridge dans The Partridge Family
- 1974 : Ellen Corby pour le rôle d'Esther Walton dans La Famille des collines (The Waltons)
  - Sally Struthers pour le rôle de Gloria Stivic dans All in the Family
  - Gail Fisher pour le rôle de Peggy Fair dans Mannix
  - Valerie Harper pour le rôle de Rhoda Morgenstern dans The Mary Tyler Moore Show
  - Loretta Swit pour le rôle du Major Margaret « Lèvres en feu » Houlihan dans M*A*S*H
- 1975 : Betty Garrett pour le rôle d'Irene Lorenzo dans All in the Family
  - Vicki Lawrence pour le rôle de plusieurs personnages dans The Carol Burnett Show
  - Nancy Walker pour le rôle de Mildred dans McMillan (McMillan & Wife)
  - Julie Kavner pour le rôle de Brenda Morgenstern dans Rhoda
  - Ellen Corby pour le rôle d'Esther Walton dans La Famille des collines (The Waltons) ♕
- 1976 : Hermione Baddeley pour le rôle de Mrs. Nell Naugatuck dans Maude
  - Susan Howard pour le rôle de Maggie Petrocelli dans Petrocelli
  - Julie Kavner pour le rôle de Brenda Morgenstern dans Rhoda
  - Nancy Walker pour le rôle d'Ida Morgenstern dans Rhoda
- 1977 : Josette Banzet pour le rôle de Miss Lenaut dans Le Riche et le Pauvre (Rich Man, Poor Man)
  - Sally Struthers pour le rôle de Gloria Stivic, née Bunker dans All in the Family
  - Vicki Lawrence pour le rôle de plusieurs personnages dans The Carol Burnett Show
  - Adrienne Barbeau pour le rôle de Carol Traynor dans Maude
  - Darleen Carr pour le rôle de Tommy Caldwell dans Once an Eagle
  - Julie Kavner pour le rôle de Brenda Morgenstern dans Rhoda
  - Anne Meara pour le rôle de Sally Gallagher dans Rhoda
  - Ellen Corby pour le rôle d'Esther Walton dans La Famille des collines (The Waltons)
- 1978 : Non attribué
- 1979 : Polly Holliday pour le rôle de Florence Jean Castleberry dans Alice
  - Linda Kelsey pour le rôle de Billie Newman dans Lou Grant
  - Julie Kavner pour le rôle de Brenda Morgenstern dans Rhoda
  - Nancy Walker pour le rôle d'Ida Morgenstern dans Rhoda
  - Marilu Henner pour le rôle d'Elaine Nardo dans Taxi
  - Audra Lindley pour le rôle d'Helen Roper dans Three's Company

### Années 1980
- 1980 : Polly Holliday pour le rôle de Florence Jean Castleberry dans Alice ♕
  - Beth Howland pour le rôle de Vera Louise Gorman dans Alice
  - Linda Kelsey pour le rôle de Billie Newman dans Lou Grant
  - Marilu Henner pour le rôle d'Elaine Nardo dans Taxi
  - Loni Anderson pour le rôle de Jennifer Elizabeth Marlowe dans WKRP in Cincinnati
- 1981 : (ex æquo) Valerie Bertinelli pour le rôle de Barbara Cooper dans Au fil des jours (One Day at a Time) et Diane Ladd pour le rôle de Belle Dupree dans Alice
  - Linda Kelsey pour le rôle de Billie Newman dans Lou Grant
  - Beth Howland pour le rôle de Vera Louise Gorman dans Alice
  - Marilu Henner pour le rôle d'Elaine Nardo dans Taxi
- 1982 : Valerie Bertinelli pour le rôle de Barbara Cooper dans Au fil des jours (One Day at a Time) ♕
  - Beth Howland pour le rôle de Vera Louise Gorman dans Alice
  - Danielle Brisebois pour le rôle de Stephanie Mills dans Archie Bunker's Place
  - Lauren Tewes pour le rôle de Julie McCoy dans La croisière s'amuse (Love Boat)
  - Marilu Henner pour le rôle d'Elaine Nardo dans Taxi
- 1983 : Shelley Long pour le rôle de Diane Chambers dans Cheers
  - Beth Howland pour le rôle de Vera Louise Gorman dans Alice
  - Loretta Swit pour le rôle du Major Margaret « Lèvres en feu » Houlihan dans M*A*S*H
  - Valerie Bertinelli pour le rôle de Barbara Cooper dans Au fil des jours (One Day at a Time) ♕
  - Marilu Henner pour le rôle d'Elaine Nardo dans Taxi
  - Carol Kane pour le rôle de Simka Dahblitz-Gravas dans Taxi
- 1984 : Barbara Stanwyck pour le rôle de Mary Carson dans Les oiseaux se cachent pour mourir (The Thorn Birds)
  - Polly Holliday pour le rôle de Tante Minerva 'Min' dans The Gift Of Love: a Christmas Story (The Gift Of Love: a Christmas Story)
  - Angela Lansbury pour le rôle d'Amanda Fenwick dans The Gift Of Love: a Christmas Story (The Gift Of Love: a Christmas Story)
  - Piper Laurie pour le rôle d'Anne Mueller dans Les oiseaux se cachent pour mourir (The Thorn Birds)
  - Jean Simmons pour le rôle de Fiona 'Fee' Cleary dans Les oiseaux se cachent pour mourir (The Thorn Birds)
  - Victoria Tennant pour le rôle de Pamela Tudsbury dans Le Souffle de la guerre (The Winds Of War)
- 1985 : Faye Dunaway pour le rôle de Maud Charteris dans Ellis Island, les portes de l'espoir (Ellis Island)
  - Rhea Perlman pour le rôle de Carla Tortelli dans Cheers
  - Gina Lollobrigida pour le rôle de Francesca Gioberti dans Falcon Crest
  - Marla Gibbs pour le rôle de Florence Johnston dans The Jeffersons
  - Selma Diamond pour le rôle de Bailiff Selma Hacker dans Tribunal de nuit (Night Court)
  - Roxana Zal pour le rôle d'Amelia Bennett dans Amelia (Something About Amelia)
- 1986 : Sylvia Sidney pour le rôle de Beatrice McKenna dans Un printemps de glace (An Early Frost)
  - Inga Swenson pour le rôle de Miss Gretchen Wilomena Kraus dans Benson
  - Kate Reid pour le rôle de Linda Loman dans Mort d'un commis voyageur (Death Of a Salesman)
  - Lesley-Anne Down pour le rôle de Madeleine Fabray LaMotte Main dans Nord et Sud (North and South)
  - Katherine Helmond pour le rôle de Mona Robinson dans Madame est servie (Who's The Boss)
- 1987 : Olivia de Havilland pour le rôle de Marie Fedorovna dans Anastasia (Anastasia: The Mystery Of Anna)
  - Rhea Perlman pour le rôle de Carla Tortelli dans Cheers
  - Justine Bateman pour le rôle de Lisa Keaton dans Sacrée Famille (Family Ties)
  - Geraldine Page pour le rôle d'Itta Halaunbrenner dans Beate Klarsfeld (Nazi Hunter: The Beate Klarsfeld Story)
  - Lilli Palmer pour le rôle de Natalia Narychkina dans Pierre le Grand (Peter The Great)
  - Piper Laurie pour le rôle d'Annie Gilbert dans Hallmark Hall of Fame (épisode "Promise" #36.1)
- 1988 : Claudette Colbert pour le rôle d'Alice Grenville dans The Two Mrs. Grenvilles
  - Christine Lahti pour le rôle d'Alethea Milford dans Amerika
  - Rhea Perlman pour le rôle de Carla Tortelli dans Cheers
  - Allyce Beasley pour le rôle d'Agnes DiPesto dans Clair de lune (Moonlighting)
  - Julia Duffy pour le rôle de Stephanie Vanderkellen dans Newhart
- 1989 : Katherine Helmond pour le rôle de Mona Robinson dans Madame est servie (Who's the Boss?)
  - Jackée Harry pour le rôle de Sandra Clark dans 227
  - Susan Ruttan pour le rôle de Roxanne Melman dans La Loi de Los Angeles (L.A. Law)
  - Rhea Perlman pour le rôle de Carla Tortelli dans Cheers
  - Swoosie Kurtz pour le rôle de Doris Steadman dans Viva Oklahoma (Baja Oklahoma)

### Années 1990
- 1990 : Amy Madigan pour le rôle de Sarah Weddington dans Le Combat de Jane Roe (Roe vs. Wade)
  - Anjelica Huston pour le rôle de Clara Allen dans Lonesome Dove
  - Julie Sommars pour le rôle de Julie March dans Matlock
  - Susan Ruttan pour le rôle de Roxanne Melman dans La Loi de Los Angeles (L.A. Law)
  - Rhea Perlman pour le rôle de Carla Tortelli dans Cheers
- 1991 : Piper Laurie pour le rôle de Catherine Packard Martell dans Twin Peaks
  - Marg Helgenberger pour le rôle de Karen Charlene 'K.C.' Koloski dans China Beach
  - Park Overall pour le rôle de Laverne Todd dans La Maison en folie (Empty Nest)
  - Faith Ford pour le rôle de Corky Sherwood dans Murphy Brown
  - Sherilyn Fenn pour le rôle d'Audrey Horne dans Twin Peaks
- 1992 : Amanda Donohoe pour le rôle de Cara Jean « C.J. » Lamb dans La Loi de Los Angeles (L.A. Law)
  - Rhea Perlman pour le rôle de Carla Tortelli dans Cheers
  - Sammi Davis pour le rôle de Caroline Hailey dans Homefront
  - Jean Stapleton pour le rôle de Henny dans Fire in the Dark
  - Estelle Getty pour le rôle de dans Les Craquantes (The Golden Girls)
  - Park Overall pour le rôle de Laverne Todd dans La maison en folie (Empty Nest)
  - Faith Ford pour le rôle de Murphy Brown dans Murphy Brown
- 1993 : Joan Plowright pour le rôle d'Olga dans Staline
  - Olympia Dukakis pour le rôle de Dolly Sinatra dans Sinatra
  - Laurie Metcalf pour le rôle de Jackie Harris dans Roseanne
  - Park Overall pour le rôle de Laverne Todd dans La maison en folie (Empty Nest)
  - Amanda Plummer pour le rôle de Lusia Weiss dans Miss Rose White
  - Gena Rowlands pour le rôle de Honora Swift dans Crazy in Love
- 1994 : Julia Louis-Dreyfus pour le rôle d'Elaine Benes dans Seinfeld
  - Ann-Margret pour le rôle de Sally Jackson dans Queen
  - Cynthia Gibb pour le rôle de Louise / Gypsy Rose Lee dans Gypsy
  - Cecilia Peck pour le rôle de Margaret Church dans Le Portrait (The Portrait)
  - Theresa Saldana pour le rôle de Rachel Scali dans L'As de la crime (The Commish)
- 1995 : Miranda Richardson pour le rôle de Charlie Maguire dans Le Crépuscule des aigles (Fatherland)
  - Sonia Braga pour le rôle de Regina de Catrvalho dans The Burning Season
  - Tyne Daly pour le rôle d'Alice Henderson dans Christy
  - Laura Leighton pour le rôle de Sydney Andrews dans Melrose Place (Place Melrose)
  - Jane Leeves pour le rôle de Daphne Moon Crane dans Frasier
  - Julia Louis-Dreyfus pour le rôle d'Elaine Benes dans Seinfeld ♕
  - Laurie Metcalf pour le rôle de Jackie Harris-Frederickson dans Roseanne
  - Leigh Taylor-Young pour le rôle du maire Rachel Harris dans Un drôle de shérif (Picket Fences)
  - Liz Torres pour le rôle de Mahalia Sanchez dans The John Larroquette Show
- 1996 : Shirley Knight pour le rôle de Peggy Buckey dans Le Silence des innocents (Indictment: The McMartin Trial)
  - Christine Baranski pour le rôle de Maryanne Thorpe dans Cybill
  - Judy Davis pour le rôle de Diane dans Les Galons du silence (Serving in Silence: The Margarethe Cammermeyer Story)
  - Melanie Griffith pour le rôle de Dora DuFran dans Buffalo Girls
  - Lisa Kudrow pour le rôle de Phoebe Buffay dans Friends
  - Julianna Margulies pour le rôle de Carol Hathaway dans Urgences (ER)
- 1997 : Kathy Bates pour le rôle de Helen Kushnick dans Changement de décors (The Late Shift)
  - Christine Baranski pour le rôle de Maryanne Thorpe dans Cybill
  - Cher pour le rôle du Dr Beth Thompson dans If These Walls Could Talk
  - Kristen Johnston pour le rôle de Sally Solomon dans Troisième planète après le Soleil (3rd Rock from the Sun)
  - Greta Scacchi pour le rôle de la tsarine Alexandra dans Raspoutine (Rasputin: Dark Servant of Destiny)
- 1998 : Angelina Jolie pour le rôle de Cornelia Wallace dans George Wallace
  - Joely Fisher pour le rôle de Paige Clark dans Ellen
  - Della Reese pour le rôle de Tess dans Les Anges du bonheur (Touched by an Angel)
  - Gloria Reuben pour le rôle de Jeanie Boulet dans Urgences
  - Mare Winningham pour le rôle de Lurleen Wallace dans George Wallace
- 1999 : (ex æquo) Faye Dunaway pour le rôle de Wilhelmina Cooper dans Femme de rêve (Gia) et Camryn Manheim pour le rôle d'Ellenor Frutt dans The Practice : Bobby Donnell et Associés (The Practice)
  - Helena Bonham Carter pour le rôle de la Fée Morgane dans Merlin
  - Jane Krakowski pour le rôle d'Elaine Vassal dans Ally McBeal
  - Wendie Malick pour le rôle de Nina Van Horn dans Voilà ! (Just Shoot Me!)
  - Susan Sullivan pour le rôle de Kitty Montgomery dans Dharma et Greg (Dharma and Greg)

### Années 2000
- 2000 : Nancy Marchand pour le rôle de Livia Soprano dans Les Soprano (The Sopranos)
  - Kathy Bates pour le rôle d'Agatha Hannigan dans Annie
  - Jacqueline Bisset pour le rôle de Isabelle Devouton dans Jeanne d'Arc (Joan of Arc)
  - Kim Cattrall pour le rôle Samantha Jones dans Sex and the City
  - Melanie Griffith pour le rôle de Marion Davies dans RKO 281
  - Cynthia Nixon pour le rôle de Miranda Hobbes dans Sex and the City
  - Miranda Richardson pour le rôle de Dinah dans Les Rênes du pouvoir (The Big Brass Ring)
- 2001 : Vanessa Redgrave pour le rôle d'Edith dans Sex Revelations (If These Walls Could Talk 2)
  - Kim Cattrall pour le rôle Samantha Jones dans Sex and the City
  - Faye Dunaway pour le rôle Meg Gable dans Running Mates
  - Allison Janney pour le rôle de Claudia Jean Cregg dans À la Maison-Blanche (The West Wing)
  - Megan Mullally pour le rôle de Karen Walker dans Will et Grace (Will & Grace)
  - Cynthia Nixon pour le rôle de Miranda Hobbes dans Sex and the City
- 2002 : Rachel Griffiths pour le rôle de Brenda Chenowith dans Six Feet Under
  - Jennifer Aniston pour le rôle de Rachel Green dans Friends
  - Tammy Blanchard pour le rôle de Judy Garland (jeune) dans Judy Garland, la vie d'une étoile (Life with Judy Garland: Me and My Shadows)
  - Allison Janney pour le rôle de Claudia Jean Cregg dans À la Maison-Blanche (The West Wing)
  - Megan Mullally pour le rôle de Karen Walker dans Will et Grace (Will & Grace)
- 2003 : Kim Cattrall pour le rôle de Samantha Jones dans Sex and the City
  - Megan Mullally pour le rôle de Karen Walker dans Will et Grace (Will & Grace)
  - Cynthia Nixon pour le rôle Miranda Hobbes dans Sex and the City
  - Parker Posey pour le rôle de Jinger Heath dans Hell on Heels: The Battle of Mary Kay
  - Gena Rowlands pour le rôle de Virginia Miller dans Debby Miller, une fille du New Jersey (Hysterical Blindness)
- 2004 : Mary-Louise Parker pour le rôle de Harper Pitt dans Angels in America
  - Kim Cattrall pour le rôle de Samantha Jones dans Sex and the City ♕
  - Kristin Davis pour le rôle de Charlotte York dans Sex and the City
  - Megan Mullally pour le rôle de Karen Walker dans Will et Grace (Will and Grace)
  - Cynthia Nixon pour le rôle de Miranda Hobbes dans Sex and the City
- 2005 : Anjelica Huston pour le rôle de Carrie Chapman Catt dans Volonté de fer (Iron Jawed Angels)
  - Drea de Matteo pour le rôle de Adriana La Cerva dans Les Soprano (The Sopranos)
  - Nicollette Sheridan pour le rôle d'Edie Britt dans Desperate Housewives
  - Charlize Theron pour le rôle de Britt Ekland dans Moi, Peter Sellers (The Life and Death of Peter Sellers)
  - Emily Watson pour le rôle de Anne Sellers dans Moi, Peter Sellers (The Life and Death of Peter Sellers)
- 2006 : Sandra Oh pour le rôle de Cristina Yang dans Grey's Anatomy
  - Candice Bergen pour le rôle de Shirley Schmidt dans Boston Justice (Boston Legal)
  - Camryn Manheim pour le rôle de Gladys Presley dans Elvis : Une étoile est née (Elvis)
  - Joanne Woodward pour le rôle de Francine Whiting dans Empire Falls
  - Elizabeth Perkins pour le rôle de Celia Hodes dans Weeds
- 2007 : Emily Blunt pour le rôle de Natasha dans Gideon's Daughter
  - Toni Collette pour le rôle de Kathy Graham dans Tsunami : Les Jours d'après (Tsunami: The Aftermath)
  - Katherine Heigl pour le rôle d'Izzie Stevens dans Grey's Anatomy
  - Sarah Paulson pour le rôle de Harriet Hayes dans Studio 60 on the Sunset Strip
  - Elizabeth Perkins pour le rôle de Celia Hodes dans Weeds
- 2008 : Samantha Morton pour le rôle de Myra Hindley dans Longford
  - Rose Byrne pour le rôle d'Ellen Parsons dans Damages
  - Rachel Griffiths pour le rôle de Sarah Walker dans Brothers and Sisters
  - Katherine Heigl pour le rôle d'Izzie Stevens dans Grey's Anatomy
  - Anna Paquin pour le rôle d'Elaine Goodale dans Bury My Heart at Wounded Knee
  - Jaime Pressly pour le rôle de Joy Darville Turner dans Earl (My Name Is Earl)
- 2009 : Laura Dern pour le rôle de Katherine Harris dans Recount
  - Eileen Atkins pour le rôle de Deborah Jenkyns dans Cranford
  - Melissa George pour le rôle de Laura dans En analyse (In Treatment)
  - Rachel Griffiths pour le rôle de Sarah Walker dans Brothers and Sisters
  - Dianne Wiest pour le rôle de Gina dans En analyse (In Treatment)

### Années 2010
- 2010 : Chloë Sevigny pour le rôle de Nicolette "Nicki" Grant dans Big Love
  - Jane Adams pour le rôle de Tanya Skagle dans Hung
  - Rose Byrne pour le rôle d'Ellen Parsons dans Damages
  - Jane Lynch pour le rôle de Sue Sylvester dans Glee
  - Janet McTeer pour le rôle de Clemmie Churchill dans Into the Storm
- 2011 : Jane Lynch pour le rôle de Sue Sylvester dans Glee ♙
  - Hope Davis pour le rôle de Hillary Clinton dans The Special Relationship
  - Kelly MacDonald pour le rôle de Margaret Schroeder dans Boardwalk Empire
  - Julia Stiles pour le rôle de Lumen Ann Pierce dans Dexter
  - Sofia Vergara pour le rôle de Gloria Delgado-Pritchett dans Modern Family
- 2012 : Jessica Lange pour le rôle de Constance Langdon dans American Horror Story
  - Kelly Macdonald pour le rôle de Margaret Schroeder dans Boardwalk Empire ♙
  - Maggie Smith pour le rôle de Violet, comtesse douairière de Grantham dans Downton Abbey
  - Sofía Vergara pour le rôle de Gloria Delgado-Pritchett dans Modern Family ♙
  - Evan Rachel Wood pour le rôle de Veda Pierce dans Mildred Pierce
- 2013 : Maggie Smith pour le rôle de Violet, Comtesse douairière de Grantham dans Downton Abbey ♙
  - Hayden Panettiere pour le rôle de Juliette Barnes dans Nashville
  - Archie Panjabi pour le rôle de Kalinda Sharma dans The Good Wife
  - Sarah Paulson pour le rôle de Nicolle Wallace dans Game Change
  - Sofia Vergara pour le rôle de Gloria Delgado-Pritchett dans Modern Family ♙
- 2014 : Jacqueline Bisset pour le rôle de Livinia Cremone dans Dancing on the Edge
  - Janet McTeer pour le rôle de Jacquette de Luxembourg dans The White Queen
  - Hayden Panettiere pour le rôle de Juliette Barnes dans Nashville
  - Monica Potter pour le rôle de Kristina Braverman dans Parenthood
  - Sofía Vergara pour le rôle de Gloria Delgado-Pritchett dans Modern Family
- 2015 : Joanne Froggatt pour le rôle d'Anna Bates dans Downton Abbey
  - Uzo Aduba pour le rôle de Suzanne « Crazy Eyes » Warren dans Orange Is the New Black
  - Kathy Bates pour le rôle d'Ethel Darling dans American Horror Story: Freak Show
  - Allison Janney pour le rôle de Bonnie Plunkett dans Mom
  - Michelle Monaghan pour le rôle de Maggie Hart dans True Detective
- 2016 : Maura Tierney pour le rôle d'Helen Solloway dans The Affair
  - Uzo Aduba pour le rôle de Suzanne "Crazy Eyes" Warren dans Orange Is The New Black
  - Joanne Froggatt pour le rôle d'Anna Bates dans Downton Abbey
  - Regina King pour le rôle d'Aliyah Shadeed dans American Crime
  - Judith Light pour le rôle de Shelly Pfefferman dans Transparent
- 2017 : Olivia Colman pour le rôle d'Angela Burr dans The Night Manager
  - Lena Headey pour le rôle de Cersei Lannister dans Game of Thrones
  - Chrissy Metz pour le rôle de Kate Pearson dans This Is Us
  - Mandy Moore pour le rôle de Rebecca Pearson dans This Is Us
  - Thandie Newton pour le rôle de Maeve Millay dans Westworld
- 2018 : Laura Dern pour le rôle de Renata Klein dans Big Little Lies
  - Ann Dowd pour le rôle de Tante Lydia dans The Handmaid's Tale : La Servante écarlate (The Handmaid's Tale)
  - Chrissy Metz pour le rôle de Kate Pearson dans This Is Us
  - Michelle Pfeiffer pour le rôle de Ruth Madoff dans The Wizard of Lies
  - Shailene Woodley pour le rôle de Jane Chapman dans Big Little Lies
- 2019 : Patricia Clarkson pour le rôle d'Adora Crellin dans Sharp Objects
  - Alex Borstein pour le rôle de Susie Myerson dans Mme Maisel, femme fabuleuse (The Marvelous Mrs. Maisel)
  - Penélope Cruz pour le rôle de Donatella Versace dans The Assassination of Gianni Versace: American Crime Story
  - Thandie Newton pour le rôle de Maeve Millay dans Westworld
  - Yvonne Strahovski pour le rôle de Serena Joy Waterford dans The Handmaid's Tale : La Servante écarlate (The Handmaid's Tale)

### Années 2020
- 2020 : Patricia Arquette pour le rôle de Dee Dee Blanchard dans The Act
  - Helena Bonham Carter pour le rôle de la princesse Margaret dans The Crown
  - Toni Collette pour le rôle de Grace Rasmussen dans Unbelievable
  - Meryl Streep pour le rôle de Mary Louise Wright dans Big Little Lies
  - Emily Watson pour le rôle d'Ulana Khomyuk dans Chernobyl
- 2021 : Gillian Anderson pour le rôle de Margaret Thatcher dans The Crown''
  - Helena Bonham Carter pour le rôle de Margaret du Royaume-Uni dans The Crown
  - Julia Garner pour le rôle de Ruth Langmore dans Ozark
  - Annie Murphy pour le rôle de Alexis Rose dans Bienvenue à Schitt's Creek (Schitt's Creek)
  - Cynthia Nixon pour le rôle de Gwendolyn Briggs pour Ratched
- 2022 : Sarah Snook pour le rôle de Siobhan 'Shiv' Roy dans Succession
  - Jennifer Coolidge pour le rôle de Tanya McQuoid dans The White Lotus
  - Kaitlyn Dever pour le rôle de Betsy Mallum dans Dopesick
  - Andie MacDowell pour le rôle de Paula dans Maid
  - Hannah Waddingham pour le rôle de Rebecca Welton dans Ted Lasso
- 2023 : Jennifer Coolidge pour le rôle de Tanya McQuoid-Hunt dans The White Lotus
  - Claire Danes pour le rôle de Rachel Flieshman dans Anatomie d'un divorce (Fleishman is in Trouble)
  - Daisy Edgar-Jones pour le rôle de Brenda Lafferty dans Sur ordre de Dieu (Under the Banner of Heaven)
  - Niecy Nash pour le rôle de Glenda Cleveland dans Monstre (Monster)
  - Aubrey Plaza pour le rôle de Harper Spiller dans The White Lotus
- 2024 : Elizabeth Debicki pour le rôle de Diana Spencer dans The Crown
  - Abby Elliott pour le rôle de Nathalie "Sugar" Berzatto dans The Bear
  - Christina Ricci pour le rôle de Misty Quigley dans Yellowjackets
  - J. Smith-Cameron pour le rôle de Gerri Killman dans Succession
  - Meryl Streep  pour le rôle de Loretta Durkin dans Only Murders in the Building
  - Hannah Waddingham pour le rôle de Rebecca Welton dans Ted Lasso

- 2025 : Jessica Gunning pour le rôle de Martha Scott dans Mon petit renne (Baby Reindeer)
  - Liza Colón-Zayas pour le rôle de Tina Marrero dans The Bear
  - Hannah Einbinder pour le rôle d'Ava Daniels dans Hacks
  - Dakota Fanning pour le rôle de Marge Sherwood dans Ripley
  - Allison Janney pour le rôle de Grace Penn dans La Diplomate (The Diplomat)
  - Kali Reis pour le rôle d'Evangeline Navarro dans True Detective: Night Country

## Récompenses et nominations multiples

### Nominations multiples
6  : Rhea Perlman
 5  : Marilu Henner, Cynthia Nixon
 4  : Kim Cattrall, Beth Howland, Julie Kavner, Megan Mullally, Sally Struthers, Nancy Walker, Sofía Vergara
 3  : Kathy Bates, Valerie Bertinelli, Helena Bonham Carter, Ellen Corby, Faye Dunaway, Gail Fisher, Rachel Griffiths, Polly Holliday, Allison Janney, Linda Kelsey, Piper Laurie, Vicki Lawrence, Park Overall
 2  : Uzo Aduba, Christine Baranski, Jacqueline Bisset, Rose Byrne, Toni Collette, Laura Dern, Faith Ford, Joanne Froggatt, Melanie Griffith, Katherine Heigl, Katherine Helmond, Anjelica Huston, Sue Ane Langdon, Audra Lindley, Julia Louis-Dreyfus, Jane Lynch, Kelly Macdonald, Camryn Manheim, Janet McTeer, Laurie Metcalf, Chrissy Metz, Thandie Newton, Hayden Panettiere, Sarah Paulson, Elizabeth Perkins, Miranda Richardson, Gena Rowlands, Susan Ruttan, Maggie Smith, Loretta Swit, Emily Watson

### Récompenses multiples
Légende : Nombre de récompenses/Nombre de nominations
2 : Valerie Bertinelli, Polly Holliday, Faye Dunaway, Laura Dern